# Skibet skal sejle i nat
A Skibet skal sejle i nat (magyarul: Ma éjjel indul a hajó) dal, mely Dániát képviselte az 1957-es Eurovíziós Dalfesztiválon. A dalt Birthe Wilke és Gustav Winckler adta elő dán nyelven. Ez volt Dánia első szereplése a versenyen, emellett ez volt az Eurovízió első dán nyelvű dala, és az első, melyet egy duó adott elő.
A dal a február 17-én tartott dán nemzeti döntőn nyerte el az indulás jogát.
A dal egy szerelmes duett, melyben az énekesek arról beszélnek, hogy az elválás előtt egyikük egy hajóútra megy. A dal előadása arról maradt emlékezetes, hogy az énekesek ekkor váltották a verseny történetének eddigi leghosszabb csókját. Ennek oka, hogy a stáb egyik tagja elfelejtette megadni a csók végét jelentő előre megbeszélt jelzést.
A március 3-án rendezett döntőben a fellépési sorrendben kilencedikként adták elő, a francia Paule Desjardins La belle amour című dala után, és a svájci Lys Assia L’enfant que j’étais című dala előtt. A szavazás során tíz pontot szerzett, mely a harmadik helyet érte a tízfős mezőnyben.
A következő dán induló Raquel Rastenni Jeg rev et blad ud af min dagbog című dala volt az 1958-as Eurovíziós Dalfesztiválon.

## Kapott pontok
| Kapott pontok                                                                                 |  |  | 2 | 3 |  | 5 |  |  |  |  |
| A tábla a fellépés sorrendjében van rendezve. A szavazás menete fordított sorrendben történt. |  |  |   |   |  |   |  |  |  |  |